# Tripolium
 Tripolium  Nees., 1832 è un genere di piante angiosperme dicotiledoni della famiglia delle Asteraceae, sottofamiglia Asteroideae, tribù Astereae (Bellis lineage) e sottotribù Bellidinae.

## Etimologia
Il nome del genere potrebbe derivare da Teofrasto  (371 a.C. - 287 a.C.), filosofo e botanico greco antico, per indicare (uno sviluppo) a tre tempi. Ma altre etimologie lo fanno derivare dalla parola greca "polios" (= canuto, grigio-biancastro) per indicare la trasformazione del pappo durante l'antesi.
Il nome scientifico del genere è stato definito dal botanico Christian Gottfried Daniel Nees von Esenbeck (1776-1858) nella pubblicazione " Genera et Species Asterearum" ( Gen. Sp. Aster. 10, 152) del 1832.

## Descrizione

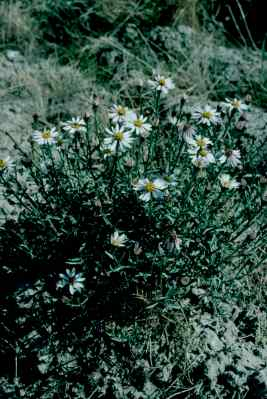
Il portamento
Tripolium sorrentinoi

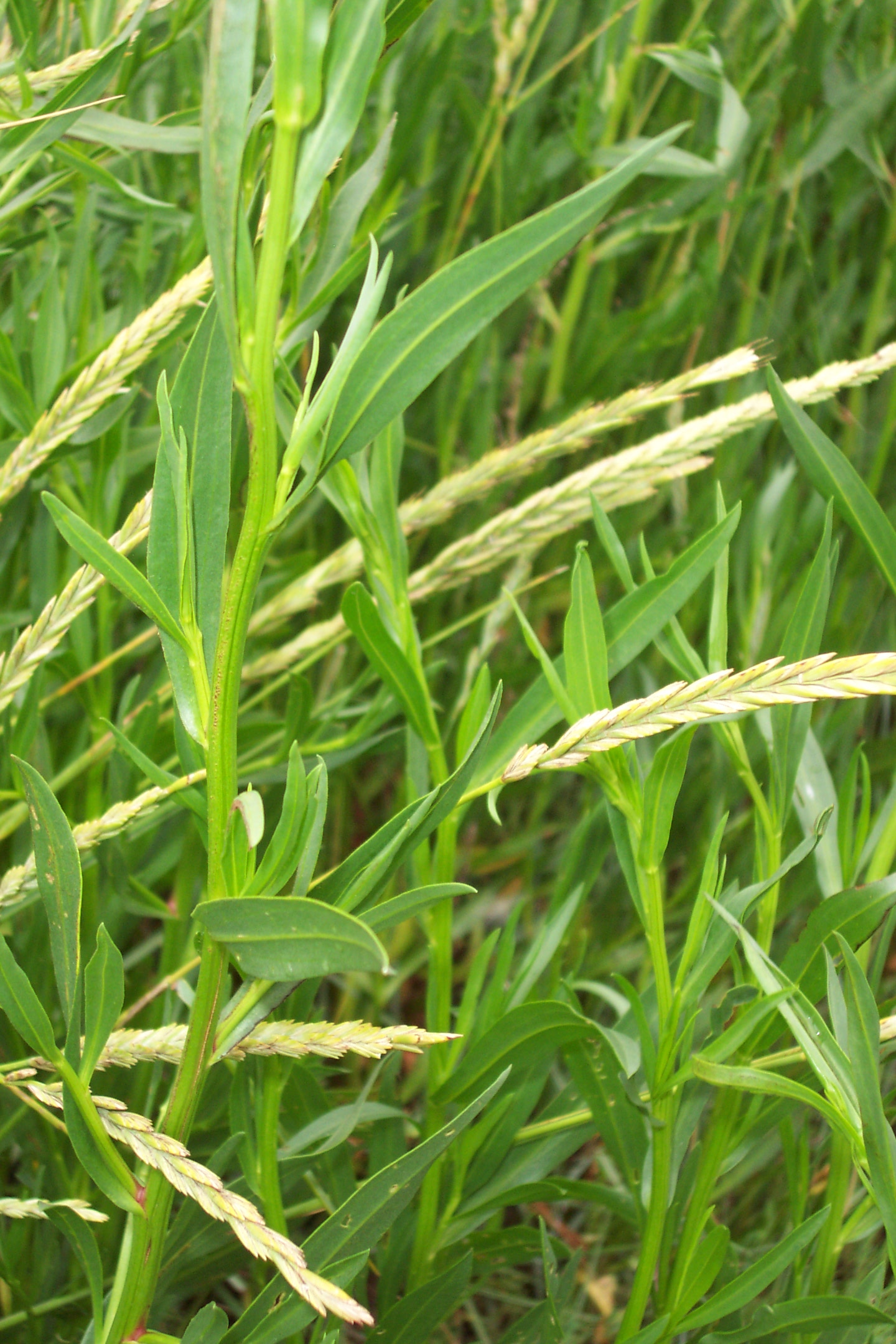
Le foglie
Tripolium pannonicum

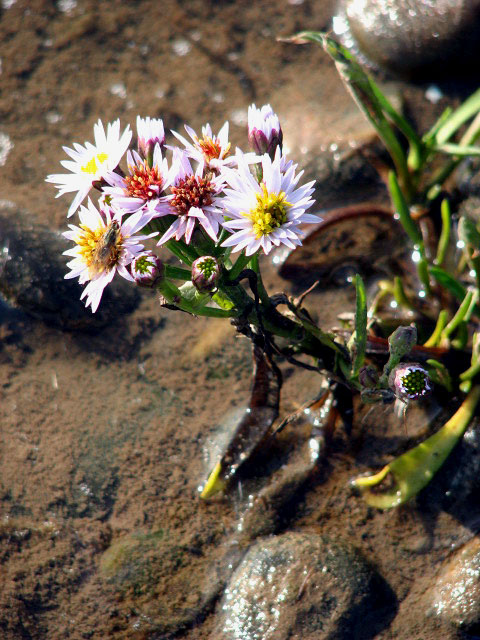
Infiorescenza
Tripolium pannonicum

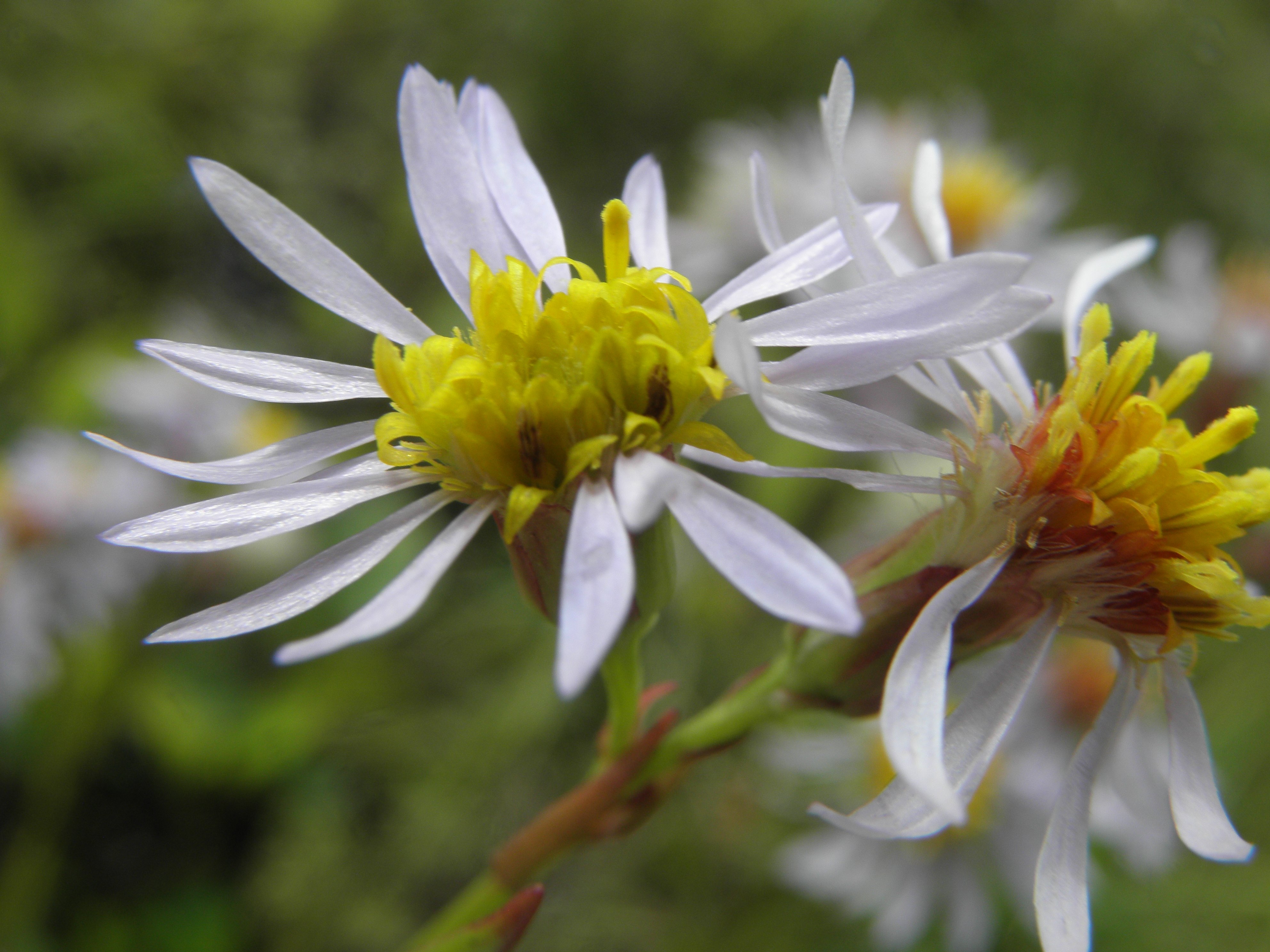
I fiori
Tripolium pannonicum

Portamento.  Le specie di questo genere hanno un habitus di tipo erbaceo brevemente perenne o anche biennale. Inoltre sono specie alofite e glabre.
Fusto. Il caule è eretto e molto breve; alla sua sommità si trova l'infiorescenza. La parte sotterranea è un rizoma fibroso.
Foglie. Le foglie sono disposte in modo alternato e si distinguono in basali e cauline:
- foglie basali: sono picciolate con forme oblanceolate-spatolate; la consistenza è succulenta; sono trinervate e scarsamente seghettate;
- foglie cauline: sono sessili e con dimensioni minori.

Infiorescenza. Le sinflorescenze sono composte da alcuni capolini (5 - 20) in libere formazioni corimbose. Le infiorescenze vere e proprie sono composte da un capolino terminale peduncolato di tipo radiato con fiori eterogami. I capolini sono formati da un involucro, con forme cilindrico-campanulate, composto da diverse brattee, al cui interno un ricettacolo fa da base ai fiori di due tipi: fiori del raggio e fiori del disco. Le brattee, con forme da lanceolate a oblunghe, con apici da arrotondati a ottusi, con bordi scariosi, a consistenza erbacea e glabre, sono disposte in modo più o meno embricato e scalato su due o tre serie. Il ricettacolo, alveolato e fimbriato, in genere è nudo ossia senza pagliette a protezione della base dei fiori; la forma è piano-convessa.
Fiori.  I fiori sono tetra-ciclici (formati cioè da 4 verticilli: calice – corolla – androceo – gineceo) e pentameri (calice e corolla formati da 5 elementi). Si distinguono in:
- fiori del raggio (esterni): da 10 a 30 per capolino (talvolta sono assenti); sono femminili (fertili) e sono disposti su una sola serie; la forma è ligulata (zigomorfa) allargata;
- fiori del disco (centrali): sono più numerosi con forme brevemente tubulose (attinomorfe); sono ermafroditi.

- Formula fiorale:

*/x K {\displaystyle \infty }, [C (5), A (5)], G 2 (infero), achenio
- Calice: i sepali del calice sono ridotti ad una coroncina di squame.
- Corolla: 
  - fiori del raggio: la forma della corolla alla base è più o meno tubulosa, mentre all'apice è ligulata; la ligula allargata può terminare con alcuni denti; il colore è bianco, blu o porpora;
  - fiori del disco: la forma è strettamente tubulare-imbutiforme bruscamente divaricata in 4 - 5 lobi; i lobi, patenti o eretti, hanno una forma più o meno lanceolata; il colore è giallo.
- Androceo: l'androceo è formato da 5 stami sorretti da filamenti generalmente liberi; gli stami sono connati e formano un manicotto circondante lo stilo; le teche (produttrici del polline) alla base sono ottuse; le appendici apicali delle antere hanno delle forme piatte e lanceolate; il tessuto endoteciale (rivestimento interno dell'antera) è quasi sempre polarizzato (con due superfici distinte: una verso l'esterno e una verso l'interno). Il polline è sferico con un diametro medio di circa 25 micron;  è tricolporato (con tre aperture sia di tipo a fessura che di tipo isodiametrica o poro) ed è echinato (con punte sporgenti).[11][14]
- Gineceo: l'ovario è infero uniloculare formato da 2 carpelli.[7] Lo stilo (il recettore del polline) è profondamente bifido (con due stigmi divergenti) e con le linee stigmatiche marginali e separate.[15] I due bracci dello stilo hanno una forma lanceolata.

Frutti. I frutti sono degli acheni con pappo; in alcune specie è presente un certo dimorfismo (gli acheni dei fiori del raggio differiscono dagli acheni dei fiori del disco);
- achenio: gli acheni hanno delle forme oblunghe compresse con due coste longitudinali; la superficie è strigosa, talvolta con punti ghiandolosi; la parete dell'achenio è formata da celle contenenti rafidi ma prive di fitomelanina; il carpoforo normalmente è anulare; il frutto è indeiscente;
- pappo: il pappo è formato da alcune setole bianco-sporco su più serie. Il pappo è accrescente dopo l'antesi (due volte l'involucro). Talvolta è caduco.

## Biologia
Impollinazione: l'impollinazione avviene tramite insetti (impollinazione entomogama tramite farfalle diurne e notturne).

Riproduzione: la fecondazione avviene fondamentalmente tramite l'impollinazione dei fiori (vedi sopra).

Dispersione: i semi (gli acheni) cadendo a terra sono successivamente dispersi soprattutto da insetti tipo formiche (disseminazione mirmecoria). In questo tipo di piante avviene anche un altro tipo di dispersione: zoocoria. Infatti gli uncini delle brattee dell'involucro (se presenti) si agganciano ai peli degli animali di passaggio disperdendo così anche su lunghe distanze i semi della pianta. Inoltre per merito del pappo il vento può trasportare i semi anche a distanza di alcuni chilometri (disseminazione anemocora).

## Distribuzione e habitat
Le specie di questo genere sono distribuite in Eurasia (escluse aree tropicali) e Africa (nord-occidentale).

## Sistematica
La famiglia di appartenenza di questa voce (Asteraceae o Compositae, nomen conservandum) probabilmente originaria del Sud America, è la più numerosa del mondo vegetale, comprende oltre 23 000 specie distribuite su 1 535 generi, oppure 22 750 specie e 1 530 generi secondo altre fonti (una delle checklist più aggiornata elenca fino a 1 679 generi). La famiglia attualmente (2021) è divisa in 16 sottofamiglie; la sottofamiglia Asteroideae è una di queste e rappresenta l'evoluzione più recente di tutta la famiglia.

### Filogenesi
La tribù Astereae (una delle 21 tribù della sottofamiglia Asteroideae) comprende circa 40 sottotribù. In base alle ultime ricerche nella tribù sono stati individuati (provvisoriamente) 5 principali lignaggi:
- Basal grade: include alcuni generi isolati, il gruppo "South American-Oceania",  alcune sottotribù africane e il gruppo dei generi legnosi del Madagascar.
- Bellis lineage: comprende le sottotribù eurasiatiche e una sottotribù africana.
- Aster lineage: include i generi asiatici di Asterinae e i principali gruppi dell'Australia e dell'Oceania.
- Baccharis lineage: include alcuni gruppi sudamericani.
- North American lineage: include la vasta gamma di sottotribù del Nordamerica, Messico e alcuni gruppi distribuiti nel Sudamerica.

Il genere  Tripolium (insieme alla sottotribù Bellidinae) è incluso nel lignaggio "Bellis lineage". Bellidinae fa parte dell'areale eurasiatico. Da un punto di vista filogenetico i generi Galatella e Tripolium,  all'interno della sottotribù Bellidinae, formano un "gruppo fratello". I due generi si sono diversificati dal gruppo delle Astereae, e quindi hanno colonizzato il bacino del Mediterraneo da circa 10 milioni di anni fa.
Per alcuni Autori questo genere fa parte del "Galatella group" insieme ai generi Galatella e Crinitina. Il genere Crinitina Soják attualmente è considerato un sinonimo del genere Galatella Cass.. L'altro gruppo della sottotribù è "Bellis group".
In precedenti trattazioni Tripolium era descritto all'interno della sottotribù Asterinae.
Il cladogramma seguente, tratto dallo studio citato e semplificato, mostra una possibile configurazione filogenetica del lignaggio evidenziando la struttura del genere Tripolium.
|  | Tripolium |
|  |           |
|  | Galatella |
|  |           |

|  | Bellium |
|  |         |
|  | Bellis  |
|  |         |

|  | Tripolium |
|  |           |
|  | Galatella |
|  |           |

|  | Bellium |
|  |         |
|  | Bellis  |
|  |         |

I caratteri distintivi del genere sono:
- le piante sono succulente e alofite;
- l'involucro bratteale è glabro;
- il pappo, pluriseriato, dopo l'antesi si allunga (3 - 4 volte l'achenio).

Il numero cromosomico delle specie di questo genere è: 2n = 18.

### Elenco delle specie
Questo genere ha 3 specie:
- Tripolium albosetum Vasjukov & Saksonov
- Tripolium pannonicum  (Jacq.) Dobrocz.
- Tripolium sorrentinoi  (Tod.) Raimondo & Greuter

### Specie della flora spontanea italiana
Nella flora spontanea italiana sono presenti le seguenti specie:
- 1A: il portamento è erbaceo perenne; la ramosità è verso l'alto; il diametro dei capolini è di 2,5 mm;

Tripolium pannonicum (Jacq.) Dobrocz. - Astro marino: l'altezza massima della pianta è di 3 - 12 cm; il ciclo biologico è perenne (o bienne); la forma biologica è emicriptofita bienne (H bienn); il tipo corologico è Eurasiatico (Alofita); l'habitat tipico sono le argille e sabbie umide e salate; in Italia è una specie presente soprattutto al centro e al sud.
- 1B: il portamento è cespuglioso; la ramosità si sviluppa fin dalla base; il diametro dei capolini è di 1 - 1,5 mm;

Tripolium sorrentinoi (Tod.) Raimondo & Greuter - Astro di Sorrentino: l'altezza massima della pianta è di 8 - 40 cm; il ciclo biologico è perenne; la forma biologica è camefita suffruticosa (Ch suffr); il tipo corologico è Endemico; l'habitat tipico sono le argille umide; in Italia è una specie presente in Sicilia (rara) fino ad una quota compresa tra 300 - 1 000 m s.l.m..

### Sinonimi
Sono elencati alcuni sinonimi per questa entità:
- Tripolion Raf.